# Kingsoft (azienda tedesca)
La Kingsoft GmbH era un'azienda editrice di videogiochi tedesca, attiva tra il 1982 e il 1995, con sede ad Aquisgrana. Pubblicò numerosi videogiochi per computer, principalmente Commodore 64, Commodore 16 e Amiga, e più raramente altri come Commodore VIC-20, Atari ST e MS-DOS. Fu la prima editrice professionale di videogiochi per computer in Germania e divenne un produttore di primo piano di giochi per Commodore per tutti gli anni '80.

## Storia
Fritz Schäfer fondò la Kingsoft a Roetgen nel 1982, inizialmente per pubblicare per posta il suo videogioco di scacchi per VIC-20 Boss, poi rinominato Grandmaster. Le attività erano gestite dall'abitazione dei genitori di Schäfer. In seguito Kingsoft non effettuò più lo sviluppo internamente, ma si avvalse di programmatori indipendenti. Nel 1984 Space Pilot per Commodore 64 e Bongo per VIC-20 si affermarono nelle classifiche britanniche, e il più grande successo arrivò nel 1987 con Emerald Mine. Nel 1987 fu stabilita una sede con veri e propri uffici ad Aquisgrana. Negli anni '90 Kingsoft era divenuta ormai poco significativa sul mercato e dal 1993 si dedicò soltanto alla distribuzione. Infine nel 1995 fu rilevata dalla Electronic Arts tedesca e incorporata nella sua rete di vendita, e come marchio scomparve poco dopo.

## Videogiochi
Secondo la rivista Retro Gamer tedesca la Kingsoft pubblicò 70 giochi originali, e tra i maggiori successi vi furono Space Pilot ed Emerald Mine (entrambi ispirati a titoli preesistenti).
Elenco approssimativo di tutti i videogiochi pubblicati:
- Abyss (1987) per C64
- Balance (1993) per DOS
- Barney Mouse (1989) per Amiga
- Bit Exorcist (1989) per C64
- Block Shock: The Last Chance (1991) per Amiga
- Bongo (1984) per C16, C64
- Bridgehead (1986) per C16
- Bug Bomber (1992) per Atari ST, C64, DOS
- Challenger (1987) per Amiga
- Chipy (1989) per C16
- City Defence (1987) per Amiga
- Codeword Arguseye (1984) per C64
- Crillion (1989) per C16
- Cruncher Factory (1987) per Amiga
- Cybernauts (1988) per Amiga
- Demolition (1987) per C16, C64
- Emerald Mine (1987) per Amiga, C16, C64
- Emerald Mine II (1988) per Amiga, C16, C64
- Emerald Mine 3 Professional (1990) per Amiga
- Emetic Skimmer (1987) per Amiga
- Eon (1993) per C64
- Evolution Cryser (1989) per Amiga
- Excalibur (1988) per Amiga
- Fire Galaxy (1987) per C16, C64
- Fire Galaxy (1983) per VIC-20
- Flip Flop (1987) per Amiga, Atari ST
- Fortress Underground (1987) per Amiga, Atari 8-bit, C16, C64
- Galaxy (1983) per C16, C64
- Galaxy '89 (1989) per Amiga
- Ghost Town (1985) per C16
- Gotcha! (1989) per Amiga, C64
- Grandmaster (1982) per C16, C64, VIC-20
- Gravity Force (1989) per Amiga, Atari ST, DOS
- Hägar the Horrible (1991) per Amiga, C64; fu l'unico gioco della Kingsoft basato su una licenza[2], del fumetto Hagar l'Orribile
- Halcyon (1987) per C64
- House of Usher (1984) per C64
- Iridon (1987) per Amiga
- Julius Cäsar (1990) per C64
- Jump Machine (1987) per Amiga, C64
- Karate King (1986) per Amiga, Atari ST, C16
- Karting Grand Prix (1989) per C16, C64
- Larrie & the Ardies (1988) per Amiga
- Legende im Eis (1986) per C16
- Legionnaire (1986) per C16
- Locomotion (1992) per Amiga, Atari ST, C64, DOS
- Lords (1991) per C64
- Maniax (1988) per Amiga, Atari ST, C16, C64
- Mike the Magic Dragon (1987) per Amiga
- Mind Force (1989) per Amiga
- Missiles over Xerion (1994) per Amiga
- Orion (1989) per C64
- Paramax (1992) per Amiga
- Der Pfad Im Dschungel (1986) per C16
- Phalanx (1987) per Amiga
- Pinball Wizard (1987) per Amiga
- Platou (1988) per Amiga, C64
- Plus-Paket 16 (1986) per C16; raccolta di Grandmaster, Tom, Galaxy, Ghost Town
- Plus-Paket II (1987) per C16; raccolta di Bongo, Legionnaire, Space Pilot, Pilot X (inedito)
- Pool (1991) per Amiga
- Pot Panic (1991) per Amiga, C64
- Pulsar (1984) per C16
- Die Prüfung (1993) per C64
- Quiwi (1985) per Amiga, Amstrad CPC, Atari 8-bit, C16, C64
- Rätsel der 7. Kolonie (1986) per C16
- Rollerboard (1987) per C64
- Die Sage von Nietoom (1994) per DOS
- Scorpio (1988) per Amiga
- Scrolling Walls (1988) per Amiga
- Die Seefahrt (1989) per C16
- Sextett (1987) per C16; raccolta di Karate King, Terra Nova, Strip Poker, Out on a Limb, Jump Jet, Alien Invasion (inedito, simile a Bridgehead)
- Sextett (1988) per C64; raccolta di Abyss, Demolition, Fire Galaxy, Fortress Underground, Space Pilot Compendium, Zyron
- Sextett per Amiga; raccolta di Las Vegas, Typhoon, Karting Grand Prix, Grid Start, City Defence, Karate King
- Sextett II per Amiga; raccolta di Fortress Underground, Larrie, Phalanx, Mike the Magic Dragon, Iridon, Emerald Mine
- Sextett III per Amiga; raccolta di Platou, Scorpio, Sixiang, Maniax, Mind Force, Evolution Cryser
- Shooting Stars 3 (1991) per C64; raccolta di Magic Tile, Quiwi, Draconus, Zybex, Las Vegas, Darts Challenge
- Sixiang (1989) per Amiga
- Sky Cabbie (1991) per Amiga
- Soccer King (1987) per Amiga, Atari ST
- Space Battle (1987) per Amiga
- Space Pilot (1983) per C64
- Space Pilot 2 (1985) per Atari ST, C16, C64
- Space Pilot '89 (1989) per Amiga
- Space Pilot Compendium (1988) per C64, raccolta di Space Pilot e Space Pilot 2
- Sport Show (1986) per C16; raccolta di European Soccer Finals (inedito), Canoe Slalom, Tennis (inedito), Thai Boxing
- Strip Poker: A Sizzling Game of Chance (1987) per Amiga, Atari ST
- Sumera (1989) per Amiga
- Summer Events (1987) per C16
- Takado (1989) per Amiga
- Tank Buster (1989) per Amiga
- Terra Nova (1989) per Atari ST
- Tiebreaker (1987) per C64
- Tom (1984) per C16, C64, VIC-20
- Turn It (1990) per Amiga, Atari ST, C64, DOS
- Turn It 2: Future Edition (1991) per C64
- Two to One (1990) per Amiga, C16, C64
- Typhoon (1987) per Amiga, Atari ST
- Victory (1989) per Amiga, Atari ST
- Willy the Kid (1989) per Amiga, Atari ST
- Winter Events (1986) per C16
- Wizards Castle (1988) per Amiga
- Wizmo (1988) per Amiga, Atari ST
- Zaga (1984) per C64
- Zyron (1986) per C64

Per Commodore 16 la Kingsoft pubblicò anche numerosi programmi di utilità, come gli applicativi da ufficio Micro Text, Micro Kalk e Micro Datei, le espansioni hardware 64K-Ram, 16K Expansion e Turbo Plus, e i libri Das Große C-16 Buch e Das Große Plus/4 Buch.